# Mini Schulz

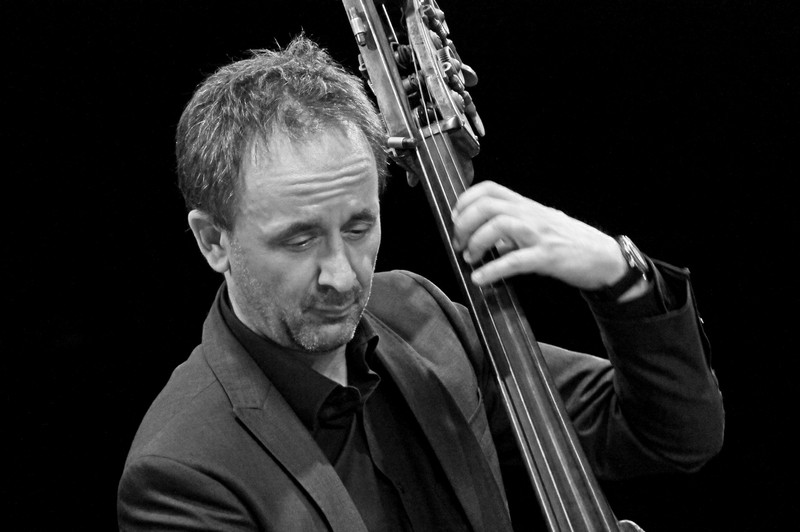
Mini Schulz 2015 beim Jazzfestival St. Ingbert

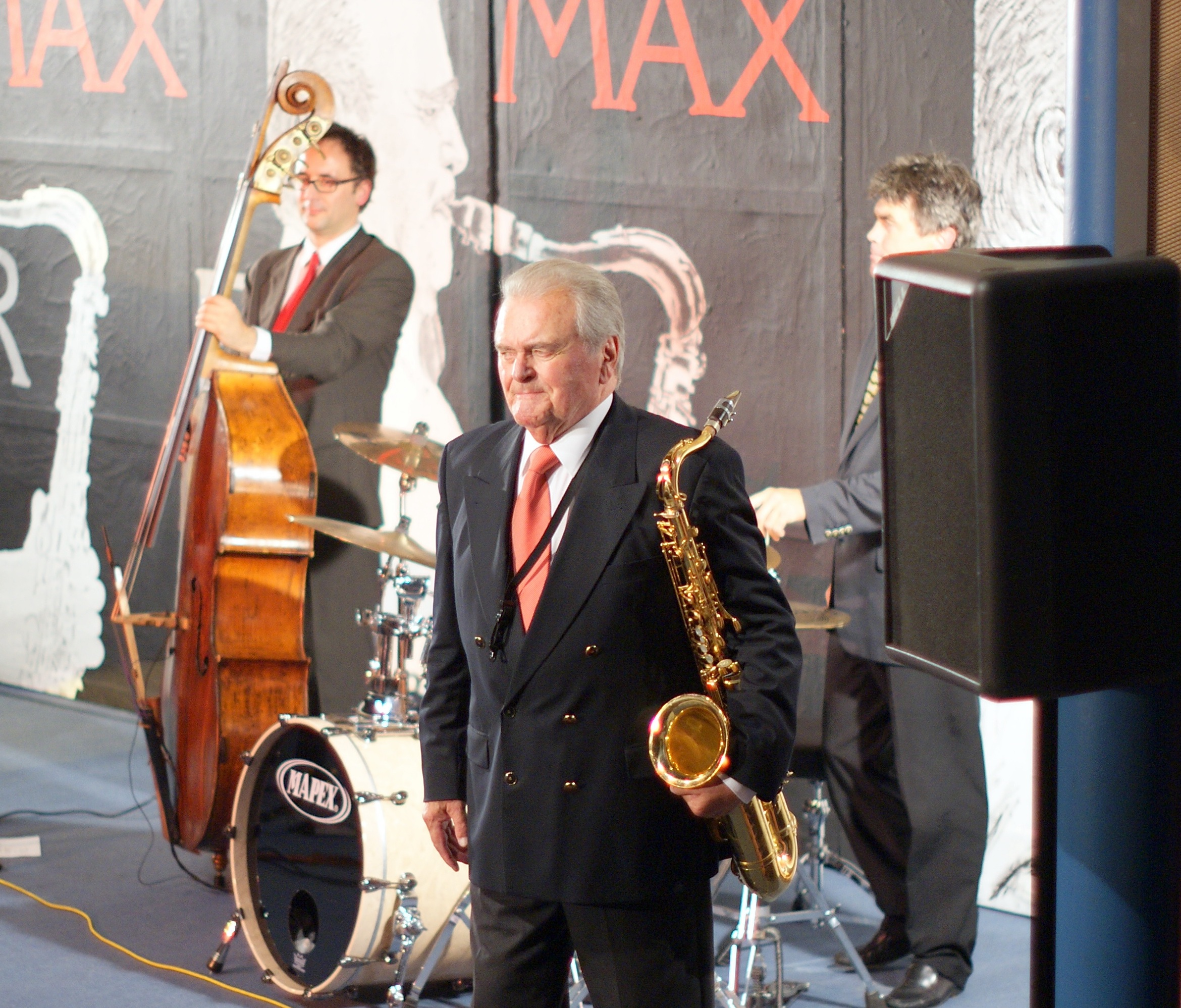
Mini Schulz mit Max Greger (2008)

Mini Schulz (* 1966 in Stuttgart als Andreas Schulz) ist ein deutscher Bassist, der sowohl im Bereich der klassischen Musik als auch im Bereich der Jazz- und Popularmusik tätig ist. Er unterrichtet an der Hochschule für Musik und Darstellende Kunst Stuttgart. Neben dem Kontrabass und dem E-Bass spielt er auch den Violone.

## Leben und Wirken
Schulz erhielt erste Preise bei den Wettbewerben „Jugend musiziert“ und „Jugend jazzt“. Er studierte Kontrabass in Stuttgart, Wien und New York bei Ludwig Streicher, Ulrich Lau, Gary Karr, Niels Henning Ørsted Pedersen und Ron Carter, E-Bass bei Alphonso Johnson und Abe Laboriel. Hinzu kamen Kurse bei Ron McClure und Christian McBride.
Schulz war zunächst beim Radio-Sinfonieorchester Stuttgart und als Solobassist beim Württembergischen Kammerorchester Heilbronn tätig. Von 1993 bis 2006 arbeitete er als Bassist und Projektmanager beim Stuttgarter Kammerorchester, mit dem er mehrere Produktionen durchführte und Alben aufnahm (Shostakovich / Vasks / Schnittke Dolorosa). Im Jazz spielte er u. a. bei der SDR Bigband und in den Bands von Klaus Graf (Cornichon), Wolfgang Dauner, Peter Lehel sowie mit Stéphane Grappelli oder Les McCann. Gemeinsam mit dem Budapester Jazzpianisten Kálmán Oláh schuf er das Album Sketches from Cello Suites, eine preisgekrönte Adaption von Bachs Cellosuiten für die Besetzung Piano und Kontrabass. Auch begleitete er Max Greger, Laurie Anderson, Lou Reed, Nina Corti, Paul Kuhn, Caroll Vanwelden (Sings Shakespeare Sonnets) und seit 2002 immer wieder Helen Schneider.
Nach zuvoriger Lehrtätigkeit als Dozent wurde Schulz 2006 als Professor und Leiter des Popstudiengangs an die Musikhochschule Stuttgart berufen. Daneben trat er als Solobassist im Orchester der Ludwigsburger Schlossfestspiele und als Violonist im Bereich barocker Kammermusik auf. Weiterhin wurde er 2003 künstlerischer Leiter des Popbüro Region Stuttgart und war von 2003 bis 2007 künstlerischer Leiter und Initiator der Reihe „Jazz für Kinder“ in Stuttgart. Zudem ist er seit 2010 stellvertretender Vorstand des Jazzverbands Baden-Württemberg. Seit 2006 ist er Gründungsgesellschafter und Geschäftsführer des BIX-Jazzclubs in Stuttgart, in dem er auch auftritt. Von 2008 bis 2022 gehörte er der künstlerischen Leitung der Stuttgarter Festivals „Jazzopen“ und „Boomtown“ an. Seit 2022 ist er geschäftsführender Gesellschafter der XJazz Holding in Berlin. Außerdem ist Schulz derzeit (Stand 2023) Präsidiumsmitglied des Landesmusikrates Baden-Württemberg und der Bundeskonferenz Jazz.